# Kanada na Letních olympijských hrách 1908
Kanada se účastnila Letní olympiády 1908 v Londýně. Zastupovalo ji 87 mužů v 11 sportech.

## Medailisté
| Medaile | Jméno | Sport             | Soutěž                                 |
| ------- | --- | ----------------- | -------------------------------------- |
| Zlato   | Bobby Kerr | Atletika          | Muži běh na 200 m                      |
| Zlato   | Patrick Brennan John Broderick George Campbell Angus Dillon Frank Dixon Richard Duckett J. Fyon Thomas Gorman Ernest Hamilton Henry Hoobin Albert Hara Clarence McKerrow David McLeod George Rennie Alexander Turnbull | Lakros            | Muži                                   |
| Zlato   | Walter Ewing | Sportovní střelba | Muži trap                              |
| Stříbro | Garfield MacDonald | Atletika          | Muži trojskok                          |
| Stříbro | George Beattie | Sportovní střelba | Muži trap                              |
| Stříbro | George Beattie Walter Ewing Mylie Fletcher Donald McMackon George Vivian Arthur Westover | Sportovní střelba | Družstvo mužů trap                     |
| Bronz   | Bobby Kerr | Atletika          | Muži běh na 100 m                      |
| Bronz   | Calvin Bricker | Atletika          | Muži skok do dálky                     |
| Bronz   | Edward Archibald | Atletika          | Muži skok o tyči                       |
| Bronz   | Con Walsh | Atletika          | Muži hod kladivem                      |
| Bronz   | William Anderson Walter Andrews Frederick McCarthy William Morton | Cyklistika        | Stíhací závod (družstva)               |
| Bronz   | Norway Jackes Frederick Toms | Veslování         | Muži dvojka bez kormidelníka           |
| Bronz   | Gordon Balfour Becher Gale Charles Riddy Geoffrey Taylor | Veslování         | Muži čtyřka bez kormidelníka           |
| Bronz   | Gordon Balfour Becher Gale Douglas Kertland Walter Lewis Charles Riddy Irvine Robertson Geoffrey Taylor Julius Thomson Joseph Wright                                                                                   | Veslování         | Muži osmiveslice                       |
| Bronz   | Charles Crowe William Eastcott S. Harry Kerr Dugald McInnes William Smith Bruce Williams | Sportovní střelba | Družstvo mužů 300 metrů vojenská puška |
| Bronz   | Aubert Coté | Zápas             | Muži volný styl bantamweight           |